# 15-й цикл сонячної активності
15-й цикл сонячної активності — одинадцятий цикл сонячної активності від 1755 року, коли розпочався систематичний моніторинг кількості сонячних плям. Сонячний цикл тривав 10,1 року, від липня 1913 року до серпня 1923 року. Максимальне протягом цього сонячного циклу значення числа Вольфа для кількості сонячних плям спостерігалося в серпні 1917 року і становило 175,7, а початковий мінімум числа Вольфа становив 2,5. Під час мінімуму сонячної активності під час переходу від 15-го до 16-го циклу сонячної активності було загалом 534 дні без сонячних плям.

## Геомагнітні бурі
Геомагнітні бурі у березні 1918 року, серпні 1919 року, жовтні 1919 року та березні 1920 року вплинули на телеграфні лінії, натомість як спалах на Сонці 13 травня 1921 року також вплинув на залізничну сигналізацію та комутаційне обладнання, що отримало назву «Нью-Йоркська залізнична буря».
Сильна геомагнітна буря, що тривала 13–15 травня 1921 року, спричинила пошкодження систем зв'язку та полярні сяйва на більшій частині сходу США.
У Швеції ця подія спричинила серйозні перебої в роботі телефонної станції в Карлстаді, і рано вранці 15 травня будівля згоріла. Свідки описували світіння телефонних кабелів, що вели в будівлю.